# (47) Aglaé
Pour les articles homonymes, voir Aglaé et Aglaja (homonymie).
(47) Aglaé (désignation internationale (47) Aglaja) est un astéroïde de la ceinture principale découvert par Robert Luther le 15 septembre 1857.
Il est nommé d'après Aglaé, une des trois Grâces de la mythologie grecque.

## Compléments